# Natura pura
Natura pura (czysta natura) – pojęcie stworzone przez potrydencką scholastykę jako przeciwstawne naukom Lutra, rozumiane jako pierwotna natura, pozbawiona darów nadprzyrodzonych (w tym łaski).

## Historia pojęcia
Pokrewnym pojęciem było stosowane przez Akwinatę pojęcie pura naturalia, oznaczające możliwość stworzenia z natury; stało to w opozycji do preferowanego przez Tomasza twierdzenia, iż człowiek został stworzony z łaski. Tomasz opisał również stan Adama przez grzechem pierworodnym jako natura integralna, charakteryzująca się przymiotami otrzymanymi z chwili stworzenia, wyłączając łaskę uświęcającą.
Orędownikiem pojęcia czysta natura był Tomasz Kajetan. Rozumiał ją on jako tworzony przez naturę własny porządek, nieukierunkowany na nadprzyrodzoność.

## Krytyka
Termin jest krytykowany we współczesnej teologii jako niepotrzebny, abstrakcyjny i błędny. Człowiek bowiem nigdy nie jest poza zasięgiem łaski. Pojęcie odrzucali m.in. Karl Rahner i Henri de Lubac.